# 変分モンテカルロ法
計算物理学において、変分モンテカルロ法（へんぶんモンテカルロほう、英: variational Monte Carlo method, VMC）とは、量子系の基底状態を近似的に求めるための量子モンテカルロ法の一つで、変分法を用いる。
その基本的構成要素はなんらかのパラメータ {\displaystyle a} に依存する一般化波動関数 {\displaystyle |\Psi (a)\rangle } である。このパラメータ {\displaystyle a} について系のエネルギーを最小化するような最適値を探索する。
具体的には、ハミルトニアンを {\displaystyle {\hat {H}}}、多体配座を {\displaystyle X} と書くことにすると、エネルギー期待値は次のように書くことができる。
{\displaystyle E(a)={\frac {\langle \Psi (a)|{\hat {H}}|\Psi (a)\rangle }{\langle \Psi (a)|\Psi (a)\rangle }}={\frac {\displaystyle \int dX~|\Psi (X,a)|^{2}{\frac {{\hat {H}}\Psi (X,a)}{\Psi (X,a)}}}{\displaystyle \int dX~|\Psi (X,a)|^{2}}}}
ここで、モンテカルロ法により積分を評価する際、{\displaystyle |\Psi (X,a)|^{2}/\int dX~|\Psi (X,a)|^{2}}  を確率分布関数として標本点を選びだせば、エネルギー期待値 {\displaystyle E(a)} をいわゆる局所エネルギー {\displaystyle E_{\textrm {loc}}(X)={\hat {H}}\Psi (X,a)/\Psi (X,a)} の平均値として評価することができる。{\displaystyle E(a)} が所与の変分パラメータ {\displaystyle a} について得られたならば、エネルギーを最小化するよう変分パラメータを最適化することにより、基底状態波動関数の可能な限り最適な表現を得ることができる。VMC は、多次元積分を数値積分により評価するという点以外は他の変分法と全く変りがない。この問題においては、ありうる全ての配座  から構成される多体ヒルベルト空間の次元が典型的には物理系のサイズに対し指数関数的に大きくなるため、モンテカルロ積分が特に重要となる。エネルギー期待値を数値的に評価するための他の手法は、モンテカルロ法をもちいるものよりもずっと小さい系にしか適用できないことが一般的である。この手法の精度は変分状態の選択に大きく依存する。 最も簡単な選択は典型的には平均場形式、すなわち {\displaystyle \Psi } をヒルベルト空間上で因数分解された形で書くことである。この特に単純な形式では、多体効果が無視されているため典型的にはあまり正確ではない。波動関数を分離可能な形で書いた場合に比べた際の精度向上に最も寄与するものの一つは、いわゆる Jastrow 因子の導入である。この場合、波動関数は {\displaystyle \Psi (X)=\exp(\sum {u(r_{ij})})} のように書き下される。ここで、{\displaystyle r_{ij}} は粒子対間の距離、{\displaystyle u(r)} は変分法により決定される関数である。この因子により明示的に粒子・粒子間の相関を考慮することができるが、多体積分は分離不可能となるため、これを効率的に評価できる方法はモンテカルロ法のみとなる。 化学的系においては、30個未満のパラメータで電子相関エネルギーの80%から90%を得ることができる、わずかだけ洗練されたものが存在する。これに比べて、配置間相互作用法を用いて同等の精度を得るためには、考慮する系によるもののおよそ50,000個のパラメータが必要となる。さらに、VMCは通常粒子数の数乗のオーダーでスケールする。波動関数の関数形によるものの、エネルギー期待値の計算は N2–4 程度のオーダーでスケールする。

## VMC における波動関数の最適化
量子モンテカルロ計算においては、試行関数の質が非常に重要となってくる。そのため、波動関数をできる限り基底状態に近くなるよう最適化することが欠かせない。数値シミュレーションの分野において、関数最適化問題は非常に重要な研究課題である。量子モンテカルロ法では、多次元関数の最小化問題にまつわる通常の困難に加えて、コスト関数（通常はエネルギー）その微分（効率的な最適化のために必要となる）の推定に統計的ノイズが乗るという問題がある。
多体試行関数の最適化には、さまざまなコスト関数とさまざまな戦略が用いられる。量子モンテカルロ最適化においてよく用いられるのはエネルギー、分散、およびそれら二つの線形結合の最適化である。分散最適化法は、波動関数の厳密解の分散が既知である場合に有用である（波動関数の厳密解はハミルトニアンの固有関数であるから、局所エネルギーの分散はゼロである）。したがって、分散最適化は下限があり、正定値で、最低値が既知であるという点で理想的である。しかし、エネルギー最適化のほうが分散最適化よりもより効率的であることを複数の研究者が見い出している。
また、変分モンテカルロ法でも拡散モンテカルロ法でも通常は最低エネルギー状態が興味の対象であって、分散最低状態ではない。さらに、分散最適化は決定的なパラメータの最適化に多数回の反復を要しかつ多数存在する局所最適に囚われてしまう「偽収束」の問題がある。加えて、エネルギー最小化された波動関数は分散最小化された波動関数と比べて、平均的には他の物理量の期待値もより精度良く計算できる。
最適化戦略は3つのカテゴリーに分けられる。1つは相関サンプリングと決定的最適化法に基くものである。このアイデアは第1周期元素については非常に精度のよい結果をもたらすものの、パラメータが波動関数の節に影響する場合は問題が引き起こされ、さらに初期試行関数と現在の試行関数との間の密度比が系の規模に対して指数関数的に増大するという問題がある。2つ目の戦略はコスト関数およびその微分の評価に使うビンを、ノイズが無視できるほど大きくとり、その上で決定的手法を使う方法である。
3つ目のアプローチでは、ノイズ関数を直接扱うために反復的手法を用いる。この種類の手法の最初の例は、確率的勾配近似法 (SGA) である。この手法は構造最適化にも用いられる。近年、確率的再配置 (SR) 法と呼ばれるより進んだ高速なアプローチが提案されている。